# Гептнер Володимир Георгійович
Володимир Георгійович Гептнер (рос. Владимир Георгиевич Гептнер; * 22 червня 1901 — † 5 липня 1975) — радянський зоолог, один з найбільших теріологів, професор Московського державного університету (1934), завідувач Відділу ссавців Зоологічного музею МДУ.

## Наукова діяльність
Фахівець у галузі методології та викладання біогеографії. Автор популярного досі підручника «Зоогеографія» (Гептнер, 1936) для біологів. Розвиваючи погляди А. Уоллеса (Wallace, 1876) і В. Метью (Matthew, 1915), виступив з «теорією відтіснених реліктів», згідно з якою диз'юнктивні ареали являють собою релікти колись більш широкого розповсюдження, утворені в результаті вимирання на більшій частині єдиного ареалу і подальшого відтискування на його краю (Гептнер, 1936). Вивчав динаміку сучасних ареалів наземних хребетних в історичний час.

## Громадська діяльність
У 1957 р., разом з іншими відомими радянськими вченими (Є. М. Лавренко, С. В. Кириков, О. М. Формозов та ін.) брав участь у розробці плану географічної мережі заповідників СРСР, який був опублікований в 1958 р. в бюлетені «Охорона природи і заповідна справа в СРСР». Попри те, що деякі пропозиції вчених так і не були втілені в життя, ця праця дала великий поштовх у розвитку заповідної справи в СРСР.

## Основні праці
- Гептнер В. Г. Общая зоогеография. — М.; Л. : Биомедгиз. 1936. — 548 с.
- Гептнер В. Г. Пустынно-степная фауна Палеарктики и очаги ее развития // Бюл. МОИП. Отд. биол. 1945. Вып. 1-2. С. 17-38.
- Гептнер В. Г. Динамика ареала некоторых копытных и антропокультурный фактор // Вопр. географии. 1960. Вып. 48. С. 24-54.
- Гептнер В. Г. Некоторые теоретические стороны вопроса о подвиде, подвидовых признаках и границах подвидовых ареалов на примере географической изменчивости двух палеарктических видов млекопитающих // Сб. тр. Зоол. музея МГУ. 1968. Т. 10. С. 3-36.